# Vultureni (Bacău)
Pour les articles homonymes, voir Vultureni.
Vultureni est une commune du județ de Bacău en Roumanie.